# Cressonsacq
Cressonsacq és un municipi francès, situat al departament de l'Oise i a la regió dels Alts de França. L'any 2007 tenia 429 habitants.

## Demografia

### Població
El 2007 la població de fet de Cressonsacq era de 429 persones. Hi havia 156 famílies de les quals 24 eren unipersonals (24 homes vivint sols), 48 parelles sense fills, 68 parelles amb fills i 16 famílies monoparentals amb fills.
La població ha evolucionat segons el següent gràfic:
Habitants censats

### Habitatges
El 2007 hi havia 178 habitatges, 155 eren l'habitatge principal de la família, 18 eren segones residències i 5 estaven desocupats. 172 eren cases i 6 eren apartaments. Dels 155 habitatges principals, 131 estaven ocupats pels seus propietaris, 21 estaven llogats i ocupats pels llogaters i 3 estaven cedits a títol gratuït; 4 tenien una cambra, 6 en tenien dues, 26 en tenien tres, 43 en tenien quatre i 76 en tenien cinc o més. 129 habitatges disposaven pel capbaix d'una plaça de pàrquing. A 58 habitatges hi havia un automòbil i a 95 n'hi havia dos o més.

### Piràmide de població
La piràmide de població per edats i sexe el 2009 era:
| Homes | Edats   | Dones |
| ----- | ------- | ----- |
| 0     | 95 o +  | 0     |
| 0     | 90 a 94 | 4     |
| 0     | 85 a 89 | 0     |
| 4     | 80 a 84 | 0     |
| 4     | 75 a 79 | 12    |
| 8     | 70 a 74 | 4     |
| 0     | 65 a 69 | 4     |
| 8     | 60 a 64 | 4     |
| 8     | 55 a 59 | 4     |
| 12    | 50 a 54 | 4     |
| 24    | 45 a 49 | 8     |
| 16    | 40 a 44 | 24    |
| 20    | 35 a 39 | 24    |
| 8     | 30 a 34 | 8     |
| 16    | 25 a 29 | 12    |
| 4     | 20 a 24 | 0     |
| 20    | 15 a 19 | 12    |
| 24    | 10 a 14 | 24    |
| 4     | 5 a 9   | 16    |
| 24    | 0 a 4   | 4     |

## Economia
El 2007 la població en edat de treballar era de 288 persones, 228 eren actives i 60 eren inactives. De les 228 persones actives 214 estaven ocupades (112 homes i 102 dones) i 14 estaven aturades (8 homes i 6 dones). De les 60 persones inactives 20 estaven jubilades, 16 estaven estudiant i 24 estaven classificades com a «altres inactius».

### Ingressos
El 2009 a Cressonsacq hi havia 153 unitats fiscals que integraven 447 persones, la mediana anual d'ingressos fiscals per persona era de 20.453 €.

### Activitats econòmiques
Dels 12 establiments que hi havia el 2007, 1 era d'una empresa extractiva, 1 d'una empresa alimentària, 2 d'empreses de fabricació d'altres productes industrials, 1 d'una empresa de construcció, 2 d'empreses de comerç i reparació d'automòbils, 1 d'una empresa d'informació i comunicació, 1 d'una empresa immobiliària, 1 d'una empresa de serveis, 1 d'una entitat de l'administració pública i 1 d'una empresa classificada com a «altres activitats de serveis».
Dels 2 establiments de servei als particulars que hi havia el 2009, 1 era un taller de reparació d'automòbils i de material agrícola i 1 guixaire pintor.
L'any 2000 a Cressonsacq hi havia 7 explotacions agrícoles.

## Equipaments sanitaris i escolars
El 2009 hi havia una escola maternal integrada dins d'un grup escolar amb les comunes properes formant una escola dispersa.

## Poblacions més properes
El següent diagrama mostra les poblacions més properes.